# لويز كوك
لويز كوك (بالإنجليزية: Louise Cook)‏ هي مساعدة سائق ‏ بريطانية، ولدت في 14 مايو 1987 في ميدستون في المملكة المتحدة.

## وصلات خارجية
- لويز كوك على موقع eWRC-results.com (الإنجليزية)

- الموقع الرسمي